# Juneau Park
Juneau Park est un parc de Milwaukee dans le Wisconsin aux États-Unis. Il surplombe le lac Michigan et est célèbre pour sa proximité du centre-ville de Milwaukee, comme chemin de promenade au bord du lac et comme point de vue pour les feux d'artifice.

## Monuments

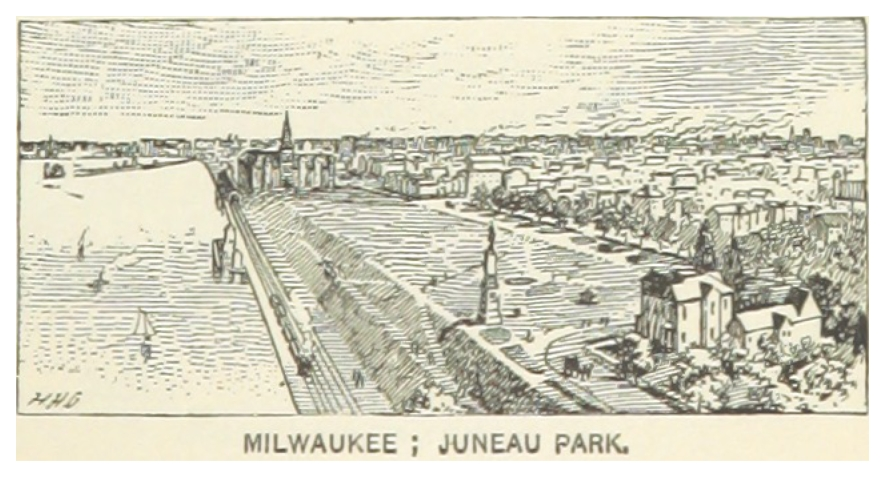
Juneau Park en 1891

Le parc abrite une statue de Salomon Juneau, premier maire de la ville, le Juneau Monument (en), œuvre du sculpteur Richard Henry Park (en), construit en 1887, ainsi que la statue datant de la même année intitulée Leif, le Découvreur d'Anne Whitney.

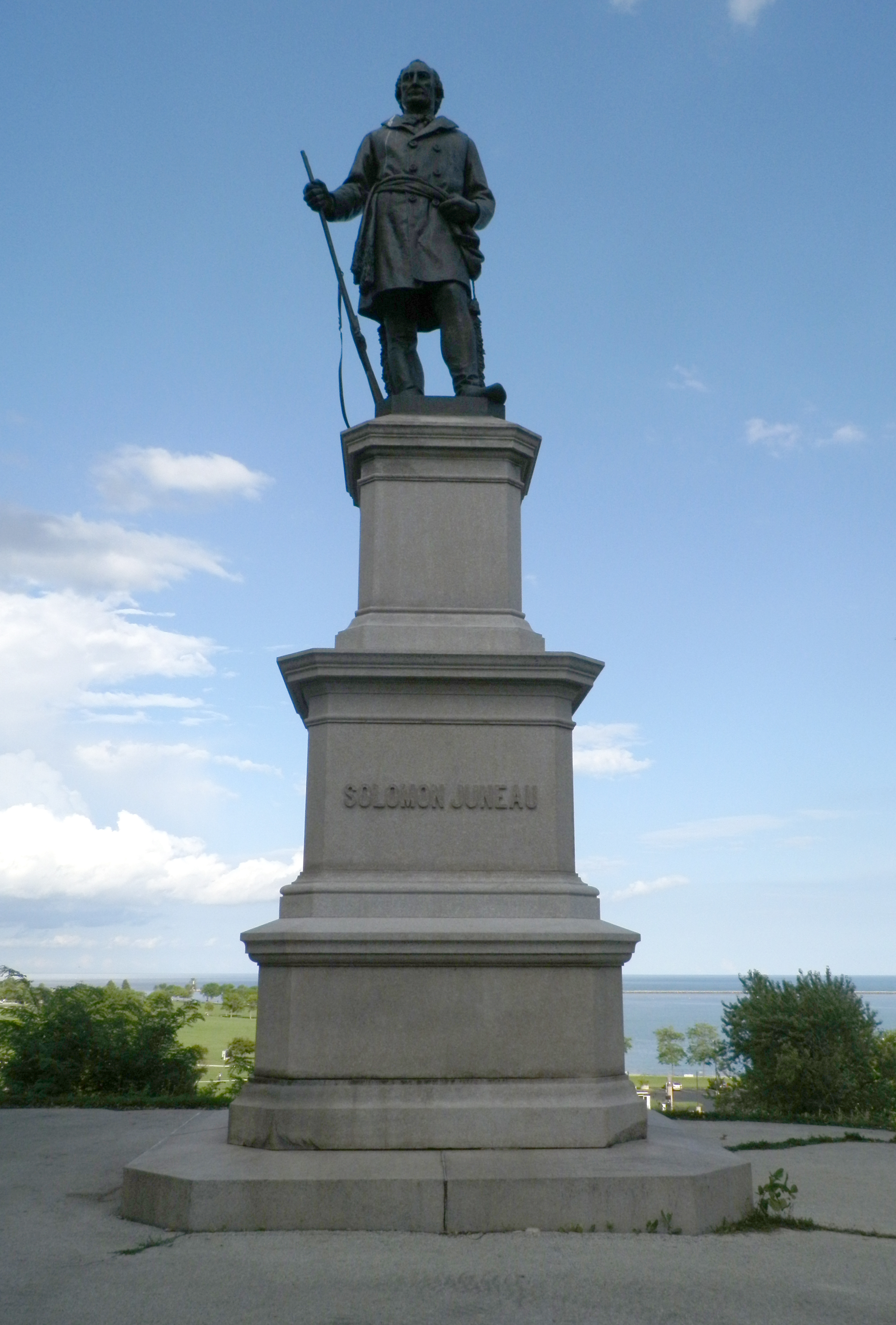
Juneau Monument
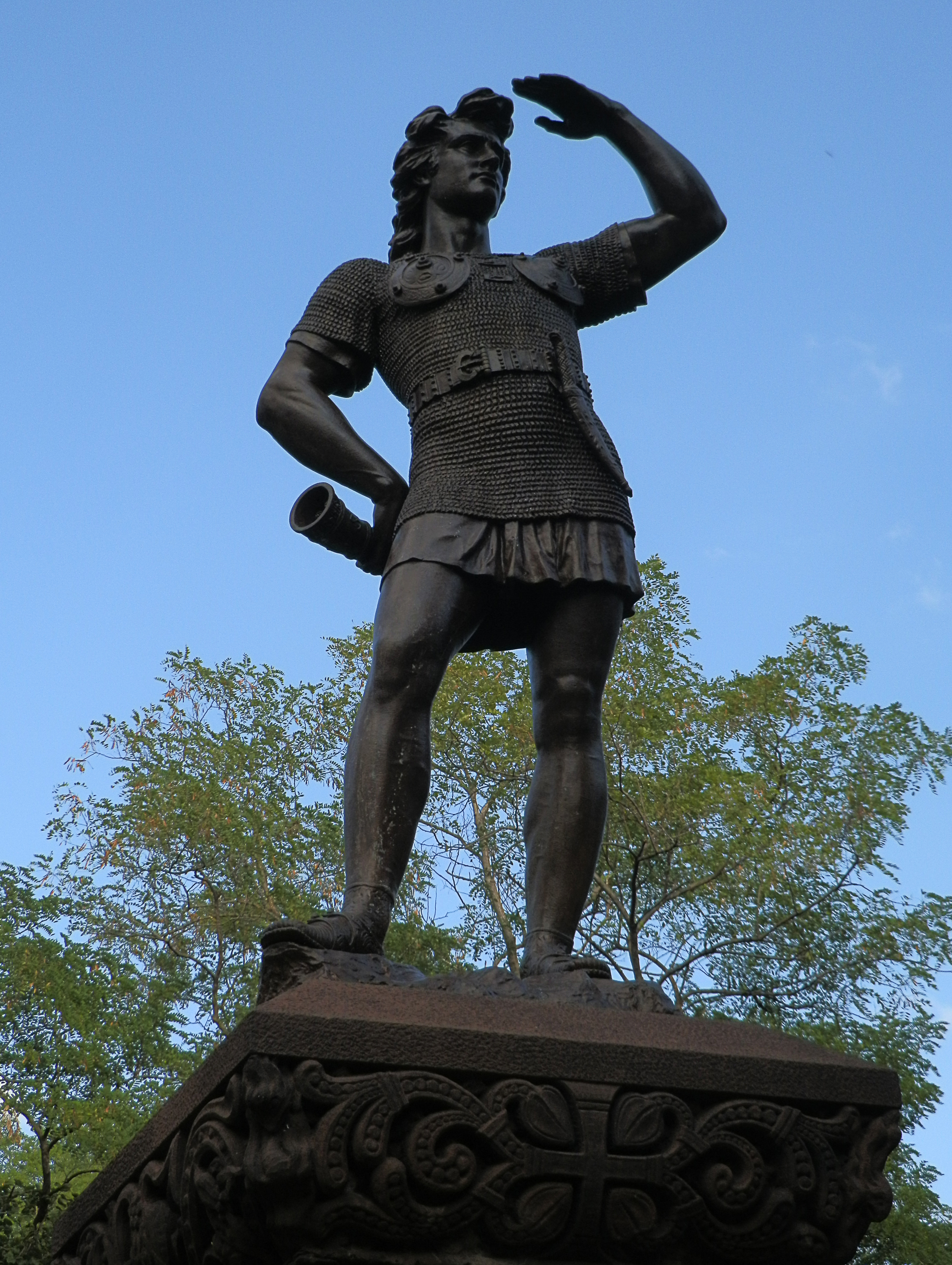
Leif, le Découvreur

### Gertie the Duck
Gertie the Duck (en) est une icône de l'histoire de Milwaukee. La canne a été déplacée avec ses canetons dans le lagon du parc Juneau au milieu des années 1940 pour leur sécurité. Gertie avait défrayé la chronique par ses efforts pour surveiller plus de neuf œufs. Six canetons étaient nés sur un tas de bois sous le pont de la Wisconsin. Le reportage de Gordon MacQuarrie publié dans le Milwaukee Journal devint une source d'inspiration pour beaucoup d'américains après la fin de la Seconde Guerre mondiale. 

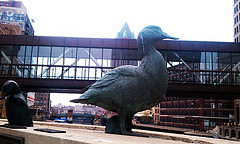
Gertie the Duck

Les passants, les Boy Scouts et un agent de la Wisconsin Humane Society ont ainsi protégé Gertie et sa famille. Outre les journaux locaux, l'histoire a été reprise dans la presse américaine et britannique. Après avoir survécu au mauvais temps et à un incendie, les canards ont été transférés dans la lagune de Juneau Park.